# Rosalía Lombardo
Rosalía Lombardo (Palermo, 13 de diciembre de 1918 – Ibidem, 6 de diciembre de 1920), a veces apodada La Bella Durmiente, fue una niña siciliana que falleció una semana antes de cumplir dos años a consecuencia de una neumonía, producto de la pandemia de gripe española. Su padre, Mario Lombardo, estando de luto por su muerte, encargó al químico Alfredo Salafia (1869-1933) que procediese a embalsamar el cadáver de la niña conforme a su innovadora y duradera técnica. Una vez momificado el cuerpo, este fue trasladado a la Capilla de los Niños de las catacumbas de los Capuchinos de Palermo, siendo uno de los últimos cuerpos en ser aceptados en la cripta.
Un estudio con rayos X en 2010 demostró que el cuerpo, incluidos los órganos, se encontraban en muy buen estado de conservación y con un grado de deterioro muy leve.

## Hermana con el mismo nombre
Tiene una hermana con el mismo nombre, que nació el 15 de septiembre de 1925, en la actualidad tiene 99 años, denunció a national geographic por las pruebas a las que sometieron al cadáver de su hermana, la cual ahora tiene su cabello rubio, la tez más anaranjada y los ojos entreabiertos

## La técnica

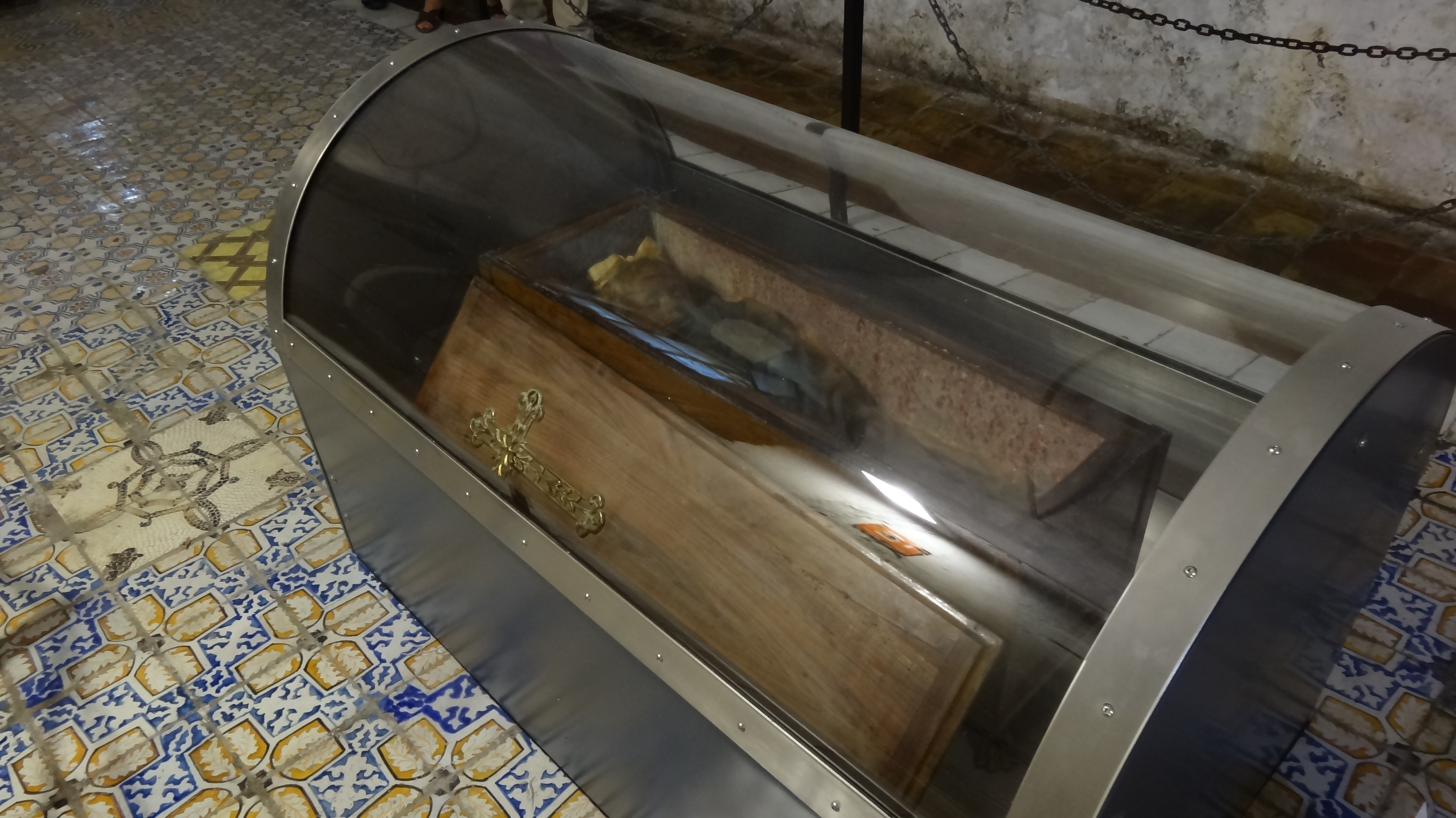
El cuerpo de la niña en 2012.

Después de que una fotografía realizada por National Geographic revelara indicios de descomposición, el cuerpo fue trasladado a una zona más seca de las catacumbas y el ataúd instalado en una moderna urna de cristal herméticamente sellada con gas nitrógeno para impedir cualquier progresión del deterioro. En 2012 el equipo de investigadores del Instituto de Momias y Hombre del Hielo de Bolzano (Italia) encabezados por el bioantropólogo Darío Piombino-Mascali tuvo acceso a las notas personales de Alfredo Salafia, e incluso pudieron hablar con descendientes directos del mismo para descubrir la técnica empleada por el embalsamador, que nunca reveló en vida.
La fórmula tan celosamente guardada por Salafia consistía en una mezcla de formol diluido en agua que actuaba como desinfectante y eliminando las bacterias, saturada en sales de zinc. También incluía alcohol, que podría haber secado el cuerpo de Rosalía y permitir de este modo su momificación; ácido salicílico, que evitaba la proliferación de hongos, y glicerina, que prevenía el excesivo secamiento de los tejidos corporales. Todo ello administrado mediante una única inyección, muy probablemente en la arteria femoral.
Otros factores clave que intervinieron en la perfecta conservación del cuerpo de Rosalía fueron el clima particularmente seco de las catacumbas y la aplicación de parafina disuelta en éter en el rostro de la niña, lo que favorecería la perfecta conservación del mismo a lo largo del tiempo.